# Spy Classroom
Spy Classroom (スパイ教室?, Spy kyōshitsu, lett. "Aula delle spie") è una serie di light novel scritta da Takemachi e disegnata da Tomari. La serie viene pubblicata a partire dal 18 gennaio 2020 dalla casa editrice Fujimi Shobo sotto l'etichetta Fujimi Fantasia Bunko. In seguito, è stato realizzato un adattamento manga, scritto sempre da Takemachi e suddiviso in tre parti, che viene serializzato sulla rivista Monthly Comic Alive della casa editrice Media Factory dal 27 maggio 2020. Un adattamento anime, prodotto dallo studio Feel, è stato trasmesso dal 5 gennaio al 28 settembre 2023. In Italia, sia la light novel che il manga sono inediti, mentre l'anime è stato pubblicato in versione sottotitolata da Yamato Video su Prime Video, nel canale tematico Anime Generation, a partire dal 4 maggio 2023.

## Trama
La serie parla di un mondo in cui le guerre si combattono con le spie. Con un tasso di successo della missione del 100%, la notevole spia Klaus, una persona molto difficile da affrontare, è stata incaricata di una missione quasi impossibile dall'agenzia, che nasconde una folle probabilità del 90% di fallimento e morte. Per qualche motivo, Klaus coinvolge sette ragazze inesperte. Lui deve fare in modo che tutte le sette ragazze imparino tutto ciò che Klaus sa riguardo allo spionaggio affinché loro riescano a sopravvivere. Per fare ciò, lui ha solo un mese di tempo.

## Personaggi

### Torcia
Klaus (クラウス?, Kurausu)
Doppiato da: Yūichirō Umehara
20 anni, nome in codice: Fiaccola (燎火?, Kagaribi). Capo di Torcia, ex membro e unico sopravvissuto della squadra Inferno. Considerato "La miglior spia al mondo", è dotato di vari talenti, ma è un pessimo insegnante che basa tutto sull'istinto. Klaus è un giovane distaccato e intuitivo che dimostra una mancanza di emozioni esteriori. Non prova attrazione romantica e quindi, non è tentato dalla ricerca di desideri romantici o sessuali tra le ragazze.
Lily (リリィ?, Rirī)
Doppiata da: Sora Amamiya
17 anni, nome in codice: Giardin fiorito (花園?, Hanazono). Lily è una ragazza gentile, energica e ottimista, ma anche ingenua, maldestra e agisce senza pensare anche se conosce la giusta linea d'azione. Assume il ruolo di leader della squadra di Lampione. Mentre Lily non è affatto contraria a concedersi il lusso di essere una spia, la sua vera motivazione deriva dal desiderio e dal dovere di aiutare gli altri come una certa spia ha fatto per lei. È particolarmente brava a inventare veleni di molte varietà anche solo per stordire o addormentare, mentre lei ne è misteriosamente immune.
Grete (グレーテ?, Gurēte)
Doppiata da: Miku Itō
18 anni, nome in codice: Figlia adorata (愛娘?, Manamusume). Grete indossa una maschera per nascondere le sue cicatrici che coprono metà del suo viso. Grete ha un carattere calmo e femminile abbinata a una mente brillante, questo la rende un'ottima stratega e esperta nel camuffamento da copiare ogni particolare del soggetto. Grete era la migliore della sua scuola, ma è anche androfoba, dovuto dall'abuso verbale che ha ricevuto dal padre e dal fratello maggiore, per questo non può far squadra con uomini, che le fanno venire male allo stomaco e crede di aver passato tutta la sua vita senza mai essere amata. Dopo l'ingresso a Lampione sviluppa una cotta per Klaus, unico che non la fa sentir male, ma lui rivela che la considera più una sorella.
Sibylla (ジビア?, Jibia)
Doppiata da: Nao Tōyama
17 anni, nome in codice: Pandemonio (百鬼?, Hyakki). Preferisce essere più maschiaccio che carina. Figlia di un boss che tradì per proteggere i suoi fratelli minori e divenne spia per mantenerli. Sybillia non è né intuitiva né particolarmente osservatrice, segue ciò che il suo istinto le dice, il che la porta ad agire senza riflettere sulle sue azioni. Però, ha un cuore gentile e un forte senso di giustizia ed empatia. Essendo cresciuta in strada è brava nel borseggio e nel corpo a corpo, che la rendono il membro più atletico della squadra.
Monika (モニカ?)
Doppiata da: Aoi Yūki
16 anni, nome in codice: Sfolgorio (氷刃?, Hyojin). È una ragazza dal aspetto androgino con capelli cerulei argentati legati in modo disordinato che le coprono l'occhio destro. Monika sembra avere un alto grado di conoscenza e abilità rispetto al resto dei membri di Lampione, mentre le altre ragazze eccellono notevolmente nel loro unico talento, lei ne dispone di vari, dai calcoli mentali, l'osservazione, pedinamenti, combattimento o uso delle armi. Inoltre è l'unica capire e replicare le mosse di Klaus. È figlia di un artista, ma è scappata di casa, perché aspirava a diventare una spia
Thea (ティア?, Tia)
Doppiata da: Sumire Uesaka
18 anni, nome in codice: Narrasogni (夢語?, Yumegatari). È il membro più attraente e maturo della squadra, con lunghi capelli neri. È specializzata in infiltrazione e seduzione, quando fissa qualcuno negli occhi per tre secondi ininterrotti, può vedere il loro desiderio più profondo. Era la figlia del presidente di una società di giornali e rapita quando aveva 11 anni, è stata salvata da una spia ed è diventata la sua ispirazione.
Sara (サラ?)
Doppiata da: Ayane Sakura
15 anni, nome in codice: Pascolo (草原?, Sōgen). Sara è una ragazza timida, ma di buon cuore, dai capelli castani corti e dalla pelle leggermente abbronzata. È brava a addestrare animali, nelle missioni usa un falco, un piccione, un cane o un gruppo di topi, sono abili nel consegnare pacchi, creare diversivi, rintracciare le persone o qualsiasi altra cosa possa addestrarli a fare. È diventata spia per mantenersi, a causa della chiusura del ristorante dei suoi genitori.
Annette (アネット?, Anetto)
Doppiata da: Tomori Kusunoki
14 anni, nome in codice: Oblio (忘我?, Bōga). Annette ha un atteggiamento perennemente innocente e puro, ha i capelli rosa cenere e indossa anche una benda su un occhio. Nonostante abbia un'amnesia, eccelle nell'ingegneria. Con un solo sguardo, è in grado di riprodurre quasi tutto con estrema precisione o realizzare invenzioni con poco materiale a disposizione: proprio per questo, è stata reclutata come spia. Dopo Grete era tra le studentesse coi migliori voti, ma a causa delle sue invenzioni ha creato diversi problemi.
Erna (エルナ?, Eruna)
Doppiata da: Inori Minase
14 anni, nome in codice: La Matta (愚人?, Gujin). Erna è di gran lunga il membro meno loquace e meno sociale di Torcia, ha i capelli biondi e la pelle così chiara da sembrare una bambola di porcellana. Nata in una famiglia aristocratica, perse i genitori in un tragico incendio nella loro villa. Dopo la perdita, Erna è stata tormentata dalla sfortuna a un ritmo allarmante e ha sviluppato l'abilità di percepirla o attirarla, ma da cui solo lei sembra uscirne illesa. Inoltre è talmente intuitiva, da capire in anticipo le mosse di Klaus.

## Media

### Light novel
La light novel è scritta da Takemachi e disegnata da Tomari. La serie viene pubblicata in volumi tankobon a partire dal 18 gennaio 2020 dalla casa editrice Fujimi Shobo sotto l'etichetta Fujimi Fantasia Bunko. Al 20 giugno 2025, sono stati pubblicati un totale di 13 volumi. In Italia, la serie è inedita.

#### Volumi
| Nº | Data di prima pubblicazione | Data di prima pubblicazione | Data di prima pubblicazione |
| Nº | Giapponese                  | Giapponese                  |                             |
| -- | --------------------------- | --------------------------- | --------------------------- |
| 1  | 18 gennaio 2020             | ISBN 978-4-04-073480-4      |                             |
| 2  | 17 aprile 2020              | ISBN 978-4-04-073636-5      |                             |
| 3  | 20 agosto 2020              | ISBN 978-4-04-073740-9      |                             |
| 4  | 19 dicembre 2020            | ISBN 978-4-04-073741-6      |                             |
| 5  | 20 maggio 2021              | ISBN 978-4-04-073742-3      |                             |
| 6  | 18 settembre 2021           | ISBN 978-4-04-074253-3      |                             |
| 7  | 18 marzo 2022               | ISBN 978-4-04-074254-0      |                             |
| 8  | 20 luglio 2022              | ISBN 978-4-04-074607-4      |                             |
| 9  | 20 gennaio 2023             | ISBN 978-4-04-074766-8      |                             |
| 10 | 20 luglio 2023              | ISBN 978-4-04-075017-0      |                             |
| 11 | 17 novembre 2023            | ISBN 978-4-04-075018-7      |                             |
| 12 | 19 ottobre 2024             | ISBN 978-4-04-075338-6      |                             |
| 13 | 20 giugno 2025              | ISBN 978-4-04-075893-0      |                             |

Insieme alla serie, sono usciti anche dei racconti. Il primo racconto è uscito 19 marzo 2021 e, al 20 febbraio 2024, sono stati pubblicati un totale di 5 racconti. In Italia, la serie è inedita.

#### Racconti
| Nº | Data di prima pubblicazione | Data di prima pubblicazione | Data di prima pubblicazione |
| Nº | Giapponese                  | Giapponese                  |                             |
| -- | --------------------------- | --------------------------- | --------------------------- |
| 1  | 19 marzo 2021               | ISBN 978-4-04-074066-9      |                             |
| 2  | 18 dicembre 2021            | ISBN 978-4-04-074358-5      |                             |
| 3  | 20 ottobre 2022             | ISBN 978-4-04-074728-6      |                             |
| 4  | 17 marzo 2023               | ISBN 978-4-04-074919-8      |                             |
| 5  | 20 febbraio 2024            | ISBN 978-4-04-075264-8      |                             |

### Manga
Un adattamento manga, scritto pure da Takemachi. Il manga viene serializzato sulla rivista Monthly Comic Alive della casa editrice Media Factory. Il manga si suddivide in quattro parti; la prima parte è stata pubblicata dal 27 maggio 2020 al 27 aprile 2022 con un totale di tre volumi tankobon e con i disegni realizzati da Kaname Seu; la seconda è iniziata il 27 luglio 2022 con un totale di due volumi tankobon, con i disegni di Benishake; la terza è iniziata a sua volta il 27 luglio 2022 con un totale di due volumi tankobon, con i disegni di Kaname Seu. In Italia, la serie è inedita.

#### Prima parte
| Nº | Data di prima pubblicazione | Data di prima pubblicazione | Data di prima pubblicazione |
| Nº | Giapponese                  | Giapponese                  |                             |
| -- | --------------------------- | --------------------------- | --------------------------- |
| 1  | 23 dicembre 2020            | ISBN 978-4-04-680002-2      |                             |
| 2  | 23 agosto 2021              | ISBN 978-4-04-680542-3      |                             |
| 3  | 20 luglio 2022              | ISBN 978-4-04-681523-1      |                             |

#### Seconda parte
| Nº | Data di prima pubblicazione | Data di prima pubblicazione | Data di prima pubblicazione |
| Nº | Giapponese                  | Giapponese                  |                             |
| -- | --------------------------- | --------------------------- | --------------------------- |
| 1  | 21 febbraio 2023            | ISBN 978-4-04-682136-2      |                             |
| 2  | 17 novembre 2023            | ISBN 978-4-04-682841-5      |                             |

#### Terza parte
| Nº | Data di prima pubblicazione | Data di prima pubblicazione | Data di prima pubblicazione |
| Nº | Giapponese                  | Giapponese                  |                             |
| -- | --------------------------- | --------------------------- | --------------------------- |
| 1  | 21 febbraio 2023            | ISBN 978-4-04-682136-2      |                             |
| 2  | 17 novembre 2023            | ISBN 978-4-04-682842-2      |                             |

#### Quarta parte
| Nº | Data di prima pubblicazione | Data di prima pubblicazione | Data di prima pubblicazione |
| Nº | Giapponese                  | Giapponese                  |                             |
| -- | --------------------------- | --------------------------- | --------------------------- |
| 1  | 27 dicembre 2024            | ISBN 978-4-04-811298-7      |                             |
| 2  | 28 marzo 2025               | ISBN 978-4-04-811472-1      |                             |

### Anime
Un adattamento anime è stato annunciato il 13 marzo 2022 durante un evento chiamato Fantasia Bunko Online Festival 2022. La serie è prodotta dallo studio Feel e diretta da Keiichiro Kawaguchi, con la composizione della serie a cura di Shinichi Inotsume, con il character design di Sumie Kinoshita e musiche di Yoshiaki Fujisawa. L'anime è andato in onda dal 5 gennaio al 28 settembre 2023 su AT-X e altre reti. Per quanto riguarda la prima stagione della serie, la sigla di apertura è Tomoshibi (灯火?), eseguita da Nonoc, mentre le sigle di chiusura sono le seguenti: Secret Code (ep.5-8, 11), eseguita da Konomi Suzuki; Fool on the Secret (ep.4), eseguita da Erna (doppiata da Inori Minase); DON'T (ep.6), eseguita da Sibylla (doppiata da Nao Toyama); SPARKLEscape (ep.7), eseguita da Sara (doppiata da Ayane Sakura); e Itsuwarinai Koufuku o (偽りない幸福を?) (ep.12), eseguita da Grete (doppiata da Miku Ito). Invece per la seconda stagione della serie la sigla di apertura è Rakuen (楽園?), eseguita da Nonoc, mentre le sigle di chiusura sono le seguenti: Nuisance (ニューサンス?) (ep.2-4, 8-11), eseguita da sajou no hana; Pausing Shutter (ep.5), eseguita da Monika (doppiata da Aoi Yuki); Dress Heart Rouge (ドレス・ハート・ルージュ?) (ep.6), eseguita da Thea (doppiata da Sumire Uesaka); PurenessxCareless (ep.7), eseguita da Annett (doppiata da Tomori Kusunoki); e Hana no hi (花の日?) (ep.12), eseguita da Lily (doppiata da Sora Amamiya). In Italia la serie è stata pubblicata in versione sottotitolata da Yamato Video su Prime Video, nel canale tematico Anime Generation, a partire dal 4 maggio 2023.

#### Episodi
| Nº                            | Titolo italiano Giapponese 「Kanji」 - Rōmaji                                              | In onda                                                                 | In onda |
| Nº                            | Titolo italiano Giapponese 「Kanji」 - Rōmaji                                              | Giapponese                                                              |         |
| Prima stagione (12 episodi)   |                                                                                            |                                                                         |         |
| 1-2-3                         | MISSION <<Giardin fiorito>> I - II - III 「MISSION 《花園》」 - MISSION "Hanazono"         | 5 gennaio 2023, 12 gennaio 2023, 19 gennaio 2023                        |         |
| 4                             | FILE Erna <<La Matta>> 「File 《愚人》のエルナ」 - Fairu "Gujin" no Eruna                  | 26 gennaio 2023                                                         |         |
| 5                             | FILE Le giornate di <<Torcia>> 「File 《灯》の時間」 - Fairu "Tomoshibi" no Jikan          | 2 febbraio 2023                                                         |         |
| 6                             | FILE Sibylla il <<Pandemonio>> 「File 《百鬼》のジビア」 - Fairu "Hyakki" no Jibia         | 9 febbraio 2023                                                         |         |
| 7                             | FILE Sara del <<Pascolo>> 「File 《草原》のサラ」 - Fairu "Sōgen" no Sara                  | 16 febbraio 2023                                                        |         |
| 8-9-10-11                     | MISSION <<Figlia adorata>> I - II - III - IV 「MISSION 《愛娘》」 - MISSION "Manamusume"   | 2 marzo 2023, 9 marzo 2023, 16 marzo 2023 e 23 marzo 2023               |         |
| 12                            | FILE Grete la <<Figlia adorata>> 「File 《愛娘》のグレーテ」 - Fairu "Manamusume" no Grete | 30 marzo 2023                                                           |         |
| Seconda stagione (12 episodi) |                                                                                            |                                                                         |         |
| 13-14-15-16                   | MISSION <<Oblio>> I - II - III - IV 「MISSION 《忘我》」 - MISSION "Bouga"                 | 13 luglio 2023, 20 luglio 2023, 27 luglio 2023 e 3 agosto 2023          |         |
| 17                            | FILE Monika lo <<Sfolgorio>> 「File 《氷刃》のモニカ」 - Fairu "Hyojin" no Monika          | 10 agosto 2023                                                          |         |
| 18                            | FILE Thea la <<Narrasogni>> 「File 《夢語》のモニカ」 - Fairu "Yumegatari" no Tia          | 17 agosto 2023                                                          |         |
| 19                            | FILE Annett dell'<<Oblio>> 「File 《忘我》のモニカ」 - Fairu "Bouga" no Anetto             | 24 agosto 2023                                                          |         |
| 20-21-22-23                   | MISSION <<Narrasogni>> I - II - III - IV 「MISSION 《夢語》」 - MISSION "Yumegatari"       | 31 agosto 2023, 7 settembre 2023, 14 settembre 2023 e 21 settembre 2023 |         |
| 24                            | FILE Lily del <<Giardin fiorito>> 「File《花園》のリリィ」 - Fairu “Hanazono” no Rirī      | 28 settembre 2023                                                       |         |